# Batley
Batley, miasto w północnej Anglii (Wielka Brytania), w hrabstwie West Yorkshire. Miasto zamieszkuje około 43000 mieszkańców.